# باربارا بوتر
باربارا بوتر (بالإنجليزية: Barbara Potter)‏ مواليد 22 أكتوبر 1961 في كونيتيكت، الولايات المتحدة، هي لاعبة كرة مضرب أمريكية سابقة بدأت مسيرتها كمحترفة سنة 1978 وكانت تلعب باليد اليسرى، اعتزلت اللعب في 1989. أعلى تصنيف لها في الفردي كان المركز الـ 7 في سنة 1982.

## النهائيات

### نهائيات البطولات الكبرى

#### زوجي السيدات: النهائيات 1 (الألقاب 0, 1 الوصافة)
| الحصيلة | السنة | البطولة                     | الأرضية | الشريك     | المنافس             | النتيجة  |
| ------- | ----- | --------------------------- | ------- | ---------- | ------------------- | -------- |
| الوصافة | 1982  | بطولة أمريكا المفتوحة للتنس | صلبة    | شارون والش | كاثي جوردان آن سميث | 6–4, 6–4 |

#### الزوجي المختلط: النهائيات 2 (الألقاب 0, الوصافة 2)
| الحصيلة | السنة | البطولة                     | الأرضية | الشريك      | المنافس                             | النتيجة                      |
| ------- | ----- | --------------------------- | ------- | ----------- | ----------------------------------- | ---------------------------- |
| الوصافة | 1982  | بطولة أمريكا المفتوحة للتنس | صلبة    | فيردي تيجان | آن سميث كيفن كارن                   | 6–7(4–7), 7–6(7–4), 7–6(7–5) |
| الوصافة | 1983  | بطولة أمريكا المفتوحة للتنس | صلبة    | فيردي تيجان | إليزابيث سميلي جون فيتزجيرالد (تنس) | 3–6, 6–3, 6–4                |

### نهائيات بطولات نهاية العام

#### الزوجي: النهائيات 1 (الألقاب 0, 1 الوصافة)
| الحصيلة | السنة | المكان        | الأرضية | الشريك     | المنافس                        | النتيجة       |
| ------- | ----- | ------------- | ------- | ---------- | ------------------------------ | ------------- |
| الوصافة | 1981  | مدينة نيويورك | سجاد    | شارون والش | مارتينا نافراتيلوفا بام شرايفر | 6–0, 7–6(8–6) |

## الخط الزمني للأداء
مفتاح
| ف | ن | ن.ن | ر.ن | د# | د.م | ل | أ.أ | ت | غ | ب | ف | ذ | م.خ | ل.ت |

(ف) فاز بالبطولة (ن) وصل النهائي (ن.ن) نصف النهائي (ر.ن) ربع النهائي (د#) الأدوار الأربعة الأولى (د.م) دور المجموعات (ل) شارك في كأس ديفيز (أ.أ) خرج من الأدوار الاولى (ت) خسر التصفيات التأهيلية (غ) غاب عن الحدث أو البطولة (ب) حصل على ميدالية برونزية (ف) حصل على ميدالية فضية (ذ) حصل على ميدالية ذهبية (م.خ) بطولة الماسترز خُفضت إلى مرتبة أقل (ل.ت) البطولة لم تعقد في السنة المعينة.
لتجنب الارتباك وازدواجية الحساب، يتم تحديث هذه المعلومات إما في نهاية البطولة، أو عندما تكون مشاركة اللاعب في البطولة قد انتهت.

### الفردي
| الدورة            | 1978  | 1979  | 1980  | 1981  | 1982  | 1983  | 1984  | 1985  | 1986  | 1987  | 1988  | 1989  | إجمالي ف/م |
| ----------------- | ----- | ----- | ----- | ----- | ----- | ----- | ----- | ----- | ----- | ----- | ----- | ----- | ---------- |
| أستراليا المفتوحة | غ     | غ     | غ     | د2    | د3    | د3    | ر.ن   | د2    | ل.ت   | غ     | د4    | د1    | 0 / 7      |
| فرنسا المفتوحة    | غ     | غ     | غ     | غ     | غ     | غ     | غ     | د1    | غ     | غ     | غ     | غ     | 0 / 1      |
| ويمبلدون          | د2    | د1    | د3    | د4    | ر.ن   | ر.ن   | د4    | ر.ن   | غ     | د2    | د4    | غ     | 0 / 10     |
| أمريكا المفتوحة   | د2    | د3    | د3    | ن.ن   | د2    | د2    | د4    | د2    | غ     | د1    | د4    | غ     | 0 / 10     |
| م.ف               | 0 / 2 | 0 / 2 | 0 / 2 | 0 / 3 | 0 / 3 | 0 / 3 | 0 / 3 | 0 / 4 | 0 / 0 | 0 / 2 | 0 / 3 | 0 / 1 | 0 / 28     |
| تصنيف نهاية العام | 62    | 47    | 25    | 10    | 8     | 25    | 12    | 17    | 26    | 12    | 10    | 105   |            |

- إجمالي ف / م = إجمالي الفوز والمشاركة

## روابط خارجية
- باربارا بوتر على موقع رابطة محترفات التنس (الإنجليزية)
- باربارا بوتر على موقع الاتحاد الدولي لكرة المضرب (الإنجليزية)
- باربارا بوتر على موقع كأس بيلي جين كينغ (الإنجليزية)
- باربارا بوتر على موقع خلاصة التنس.كوم (الإنجليزية)